# Palazzo della Misericordia
Il palazzo della Misericordia è un edificio civile del centro storico di Firenze, situato in piazza del Duomo 18-19-20 angolo via dei Calzaiuoli 120r-122r-124r e via del Campanile. Vi ha sede, dal 1575, la Venerabile Arciconfraternita della Misericordia di Firenze, che ha qui la sua sede di rappresentanza, ma anche operativa con tanto di parco autombulanze, oltre a un oratorio e, dal 2016, il Museo della Misericordia.

## Storia

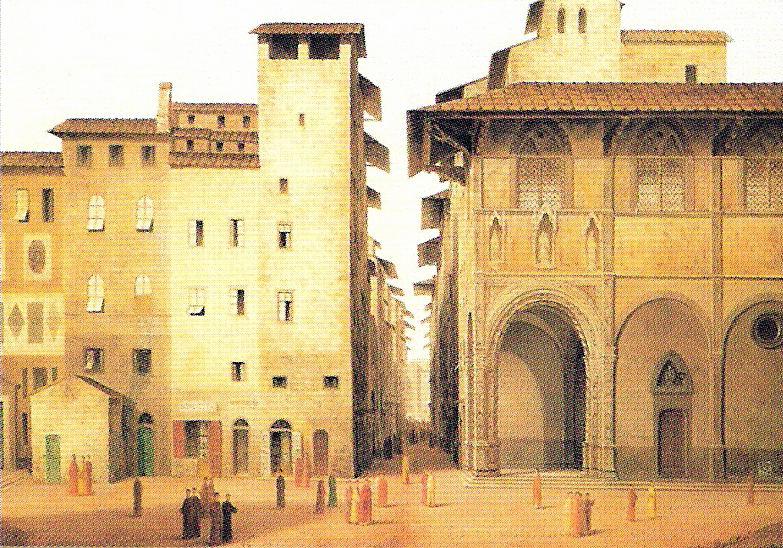
Fabio Borbottoni, Via dei Calzaiuoli prima dell'ampliamento del 1843; a sinistra si vedono la torre dei ferrantini, demolita, e alcune case confinanti con la sede vera e propria della Misericordia, riconoscibile dalla facciata decorata; il tutto venne poi unificato in un unico edificio nel XIX secolo

Erano qui in antico, su una linea più avanzata nella piazza, due distinti edifici: sul canto di via dei Calzaiuoli una torre forse in origine dei Ferrantini, poi dei Bardi e quindi dei Barbigi; accanto una casa per lungo tempo dei Sassetti che aveva ospitato al terreno prima la residenza dell'Arte dei Corazzai e Spadai, poi la sede degli Uffiziali dei Pupilli. Quest'ultimo ambiente fu concesso nel 1575 - dopo il trasferimento di questi ultimi nei nuovi locali degli Uffizi - alla Compagnia di Santa Maria della Misericordia, fondata nel 1244 con lo scopo di assistere gli infermi e seppellire i morti e riconosciuta dal Comune di Firenze come istituzione pubblica in una provvisione del 1329, dalla metà del Trecento con sede negli ambienti della loggia ora nota come del Bigallo.
Per adeguarsi alle nuove necessità l'edificio venne interessato da lavori condotti tra il 1576 e il 1578 su progetto di Alfonso Parigi il Vecchio. Un tempo aveva la facciata decorata dalle Sette opere di Misericordia di Bernardino Poccetti, distrutte nel 1780 quando per ampliare il locale si rifece la parete; ne resta comunque traccia in una copia del pittore Antonio Fedi. Di come apparisse l'esterno dell'oratorio resta anche memoria in un quadro sulla Peste a Firenze del 1630. In quegli anni l'interno veniva decorato da una serie di lunette con episodi della vita di San Tobia ad opera del pittore Clemente di Filippo Santini, completate dopo la sua morte avvenuta nel 1631, da Giovanni Montini, Jacopo Tarchiani, Lorenzo Mariani e Stefano Cascetti.
Su commissione di Pietro Leopoldo di Lorena, tra il 1780 e il 1782, fu costruito l'oratorio su disegno dell'architetto Stefano Diletti.
Il prospetto che oggi guarda alla piazza è tuttavia frutto di un intervento legato ai lavori ottocenteschi di regolarizzazione della piazza e nel caso specifico di unificazione dei diversi edifici, condotto a partire dal 1826 (ma con un ulteriore cantiere nel 1843) su progetto di Gaetano Baccani, che incorporò nella nuova facciata il prospetto settecentesco dell'oratorio del Diletti. Al 1910 si data un intervento di restauro all'immobile diretto dall'architetto Luigi Buonamici. Agli anni venti del Novecento (chiusura del cantiere nel 1930) si datano importanti interventi di ristrutturazione degli spazi interni (creazione dello spogliatoio al piano seminterrato e sistemazione degli uffici ai piani superiori), inizialmente affidati a Giovanni Paciarelli e quindi seguiti dagli architetti Ezio Cerpi e Gaetano Berni.

## Descrizione

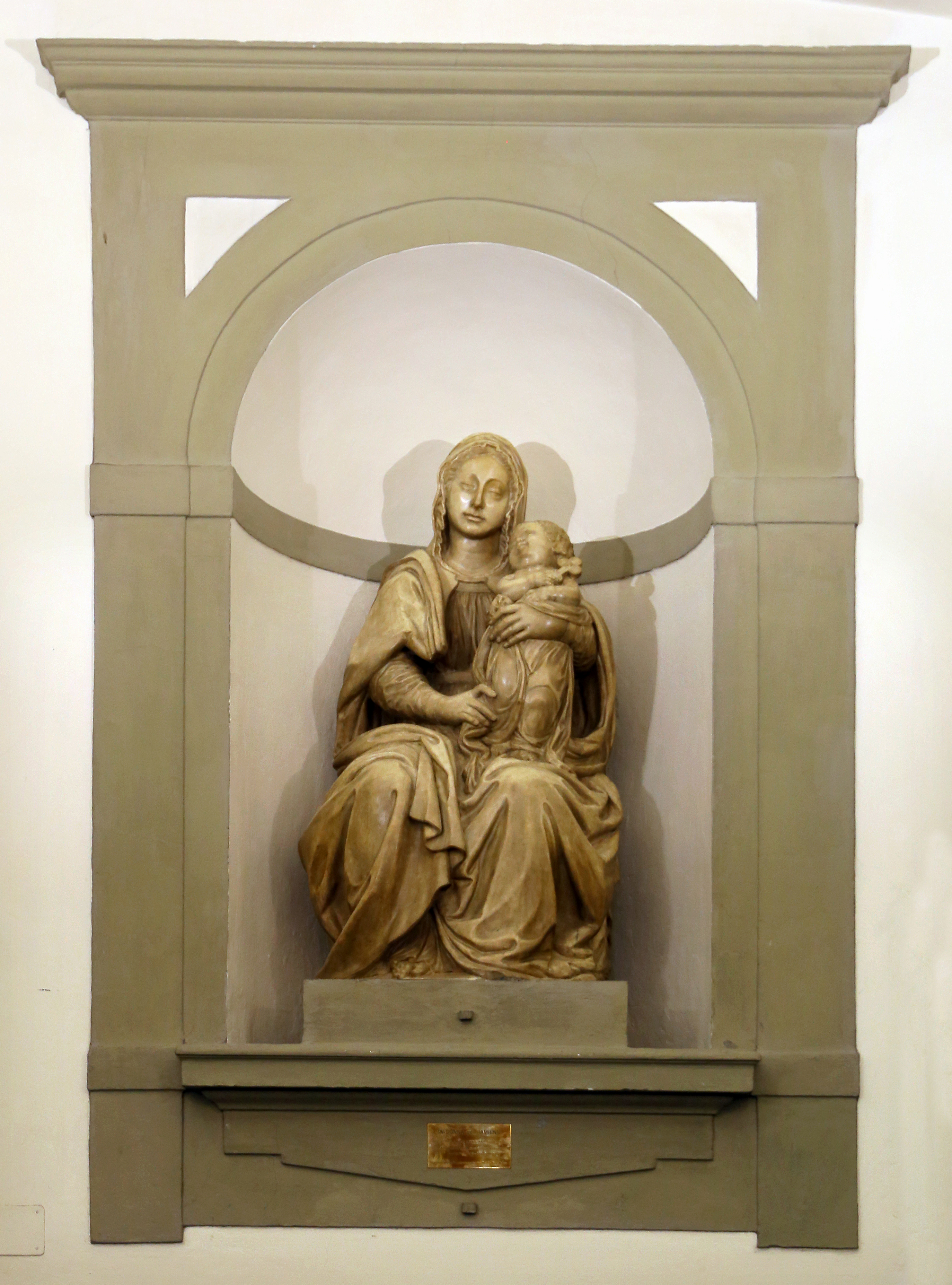
La Madonna col Bambino di Benedetto da Maiano

L'edificio si presenta con un disegno oltremodo semplice, organizzato su otto assi per cinque piani, al terreno (dal lato opposto all'oratorio, verso via dei Calzaiuoli), con tre archi. Sulla facciata si segnalano varie memorie e opere: sui timpani settecenteschi dell'oratorio sono due iscrizioni entro cartiglio datate 1781 che ricordano rispettivamente una la donazione dell'edificio originario da parte di Francesco I de' Medici e l'ampliamento promosso da Pietro Leopoldo, l'altra il lascito dell'eredità di Lorenzo Gabbugiani; a sinistra è una lapide in marmo con la dantesca preghiera di san Bernardo alla Madonna (posta nell'anno mariano 1954) e, vicino, un traguardo che indica il livello delle acque raggiunto durante l'alluvione del 4 novembre 1966; sempre tra le porte è la mostra in marmo della cassetta per le "limosine per i poveri infermi"; più in alto a destra la mostra di un orologio, già sul fronte della torre dei Ferrantini.
Si segnala infine un tabernacolo con un dipinto su tela raffigurante la Carità (un fratello della Misericordia trasporta un ferito tramite la "zana" sulle spalle, una cesta di vimini con sedile), opera di Pietro Annigoni da lui donata nel 1972. Sul fianco dell'edificio lungo via del Campanile, davanti a via della Canonica e al limitare sinistro del prospetto, è un tabernacolo rinascimentale dove si conservava un affresco raffigurante la Madonna tra San Giovanni e San Tobia, attribuito ad Andrea del Verrocchio, ora sostituito da una riproduzione fotografica; sotto è murata una targhetta con la giaculatoria mariana e il simbolo di una croce su di un teschio inciso; poco distante è un'altra cassetta per le elemosine. All'interno dell'edificio, oltre agli uffici dell'Arciconfraternita, ha trovato sede dal gennaio 2005 un museo che documenta i sette secoli di vita e attività dell'Istituzione e che, tra le molte opere d'arte, per quanto qui interessa, espone disegni e acquerelli che ritraggono la facciata cinquecentesca dell'edificio. Interessato da un intervento di totale rilettura degli spazi e del percorso museale per la cura degli architetti Andrea Noferi e Marzia Locorotondo il nuovo Museo della Misericordia (ora posto al quarto piano e sviluppato in quattordici sale) è stato inaugurato il 20 gennaio 2016.
Il fronte secondario in via dei Calzaiuoli venne riconfigurato nel 1843, quando fu ampliata la strada. Proprio in riferimento a questi lavori si segnala la casa, vista la presenza di una grande lapide in marmo che li ricorda, precisando come fossero stati avviati nel 1842 sotto gli auspici di Leopoldo II "a decoro e comodità pubblica" essendo gonfaloniere il conte Luigi de Cambray Digny, e terminati nel 1844, questa volta ricoprendo la carica il marchese Piero Francesco Rinuccini.
Su via del Campanile infine si trova un tabernacolo contenente un affresco con la Madonna col Bambino in trono con i santi Giovanni Battista e Antonio Abate (oggi in copia fotografica, l'originale è conservato nel palazzo) di scuola fiorentina della fine del XV secolo. Sotto di esso si legge una lapide dedicata a Maria ("CAUSA NOSTRAE LAETITIAE / ORA PRO NOBIS"), sotto la quale è un placca in marmo bianco con un teschio su due ossa incrociate (a riprendere il tema funebre dell'antica intitolazione della strada) sormontata da una croce in marmo grigio scuro.

## Museo della Misericordia

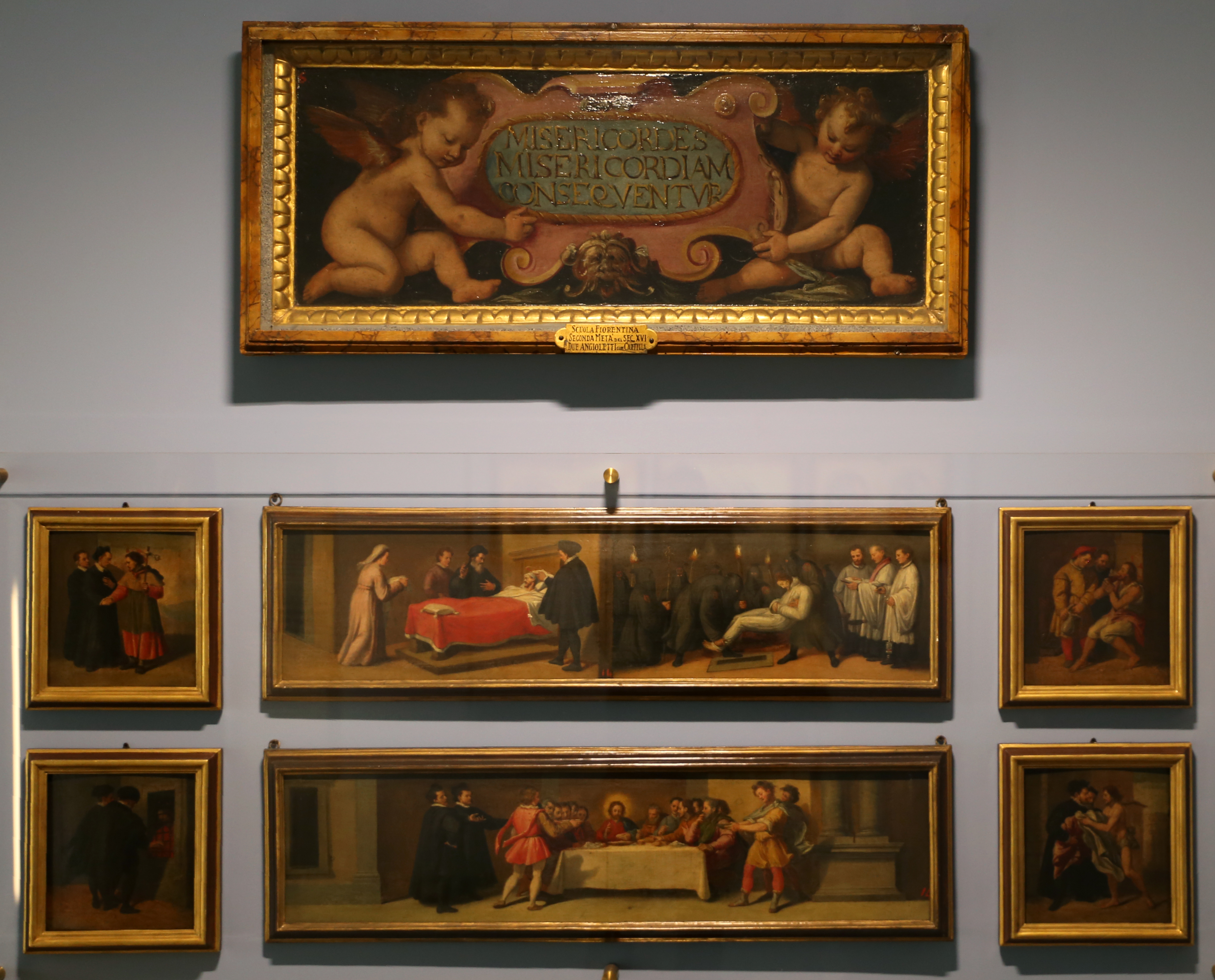
Santi di Tito, Opere di Misericordia

Nella sede centrale dell'Arciconfraternita si custodiscono, oltre all'Archivio storico, alcune opere d'arte e una collezione di materiale storico e di oggetti della tradizione della confraternita, organizzata in un museo situato al quarto piano dell'edificio.
Inaugurato il 20 gennaio del 2016, il percorso museale si snoda in quattordici sale, distribuite in circa 600 metri quadri. Al suo interno è testimoniato il ruolo che il sodalizio ha avuto per Firenze e vi sono custoditi circa ottanta pezzi, molti dei quali appositamente restaurati, tra manoscritti, dipinti, sculture, stemmi, arredi, oggetti d’uso e manufatti dell’artigianato fiorentino.
Elenco delle opere principali
- Benedetto da Maiano, Crocifisso, scultura in legno dipinto, XV secolo
- bottega dei Della Robbia, Gesù Bambino e San Giovannino, terracotte policrome invetriate, XVI secolo
- Scuola senese, Madonna con il Bambino, tempera e oro su tavola, XVI secolo
- Giovanni Antonio Sogliani, Madonna con Bambino e San Giovannino, olio su tavola, XVI secolo (dono del granduca di Toscana Pietro Leopoldo)
- Bacchiacca, Sacra Famiglia e san Giovannino, olio su tavola, 1550 circa
- Francesco del Brina (attr.), Madonna con Bambino e san Giovannino, olio su tavola, databile al 1567 circa[3]
- Francesco Mati (attr.), Sant'Ambrogio e San Michele Arcangelo, parte dello stendardo processionale commissionato dalla Scuola di Dottrina Cristiana fondata presso l'oratorio della Compagnia di San Michele della Pace nel 1584, e databile al 1584 circa.[4]
- Santi di Tito, dossale con San Sebastiano, san Tobia e le sette Opere di Misericordia, olio su tavola, 1578-1580
- Dirck van Baburen, Cristo fra dottori, olio su tela, inizio del XVII secolo
- Valentin de Boulogne, Ritorno del figliuol prodigo, olio su tela, inizio del XVII secolo
- bottega del Giambologna, Crocifisso stazionale
- Carlo Dolci, San Giovanni Battista olio su tavola, XVII secolo
- Francesco Collina, San Sebastiano, versione in bronzo e versione in terracotta, 1885
- Pietro Annigoni, San Girolamo Penitente, olio su tela, e San Girolamo, tecnica mista su carta, anni 1970
- Elisabeth Chaplin, La beatitudine, olio su tela, XX secolo

Altre opere sono presenti all'interno della Sede. Fra le più importanti il nucleo di sculture che si trovava nell'atelier di Benedetto da Maiano alla sua morte e che egli destinò alla confraternita nel suo testamento; si tratta del piccolo Crocifisso conservato per lungo tempo nella sala dei Capi di Guardia, una Madonna col Bambino incompiuta e terminata da un suo discepolo (oggi esposta nella "Compagnia", la sala al piano terra dove i Fratelli attendono la chiamata ai servizi) e il San Sebastiano, visibile nell'oratorio di Santa Maria della Misericordia nuova, accanto all'altare.

## Oratorio

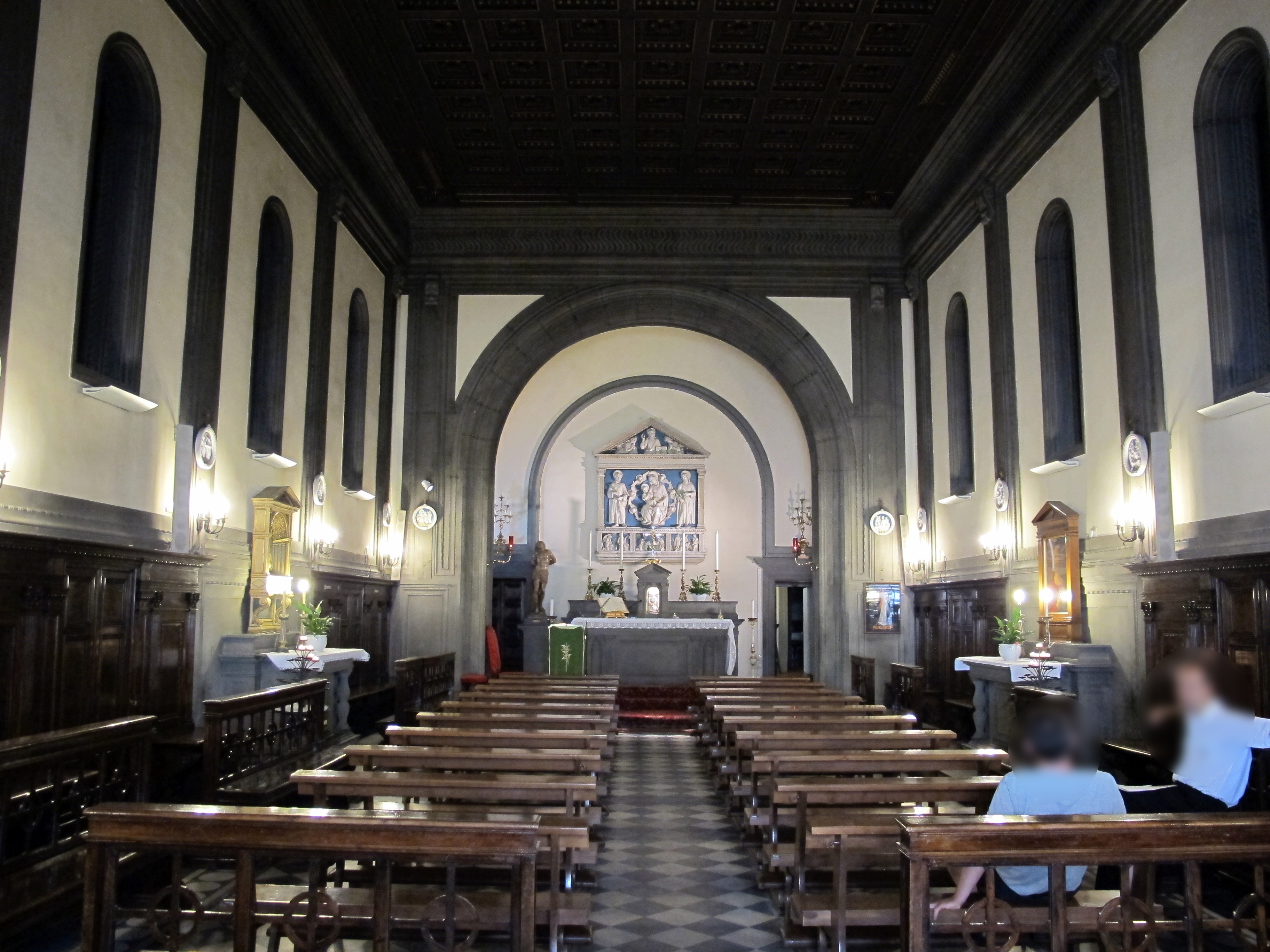
Interno dell'oratorio della Misericordia

Come già accennato, l'oratorio della confraternita fu costruito su commissione di Pietro Leopoldo di Lorena, tra il 1780 e il 1782, su disegno dell'architetto Stefano Diletti. L'oratorio è ad aula unica, con gli elementi architettonici, quali l'arcone del presbiterio, le paraste e le cornici delle finestre (cieche) in pietra serena, che risalta sull'intonaco bianco nel più tipico stile fiorentino.
La pala d'altare è una ceramica robbiana raffigurante una Madonna in trono e santi a cui è stata accostata una predella, forse proprio di mano di Andrea della Robbia. Vicino si trova il San Sebastiano di Benedetto da Maiano.
Sulla cantoria in controfacciata, vi è un organo positivo storico, costruito nel 1846 da Serafino Paoli.